# Rosemar Coelho Neto
Rosemar Maria Coelho Neto (née le 2 janvier 1977 à Miracatu, São Paulo) est une athlète brésilienne, spécialiste du sprint.

## Biographie
Elle participe au relais brésilien du 4 x 100 m qui arrive initialement 4e lors de la finale des Jeux olympiques de 2008 à 10/100e du Nigeria troisième. La disqualification tardive de l'équipe russe pour le dopage d'une relayeuse en 2016, lui permet de se voir attribuer la médaille de bronze en août 2016.

## Palmarès
| Date | Compétition                   | Lieu    | Résultat | Épreuve   | Temps   |
| ---- | ----------------------------- | ------- | -------- | --------- | ------- |
| 2008 | Championnats ibéro-américains | Iquique | 3e       | 100 m     | 11 s 74 |
| 2008 | Championnats ibéro-américains | Iquique | 3e       | 200 m     | 23 s 86 |
| 2008 | Championnats ibéro-américains | Iquique | 2e       | 4 x 100 m | 44 s 99 |
| 2008 | Jeux olympiques               | Pékin   | 3e       | 4 × 100 m | 43 s 14 |
| 2009 | Championnats du monde         | Berlin  | 5e       | 4 × 100 m | 43 s 13 |

## Records
| Épreuve | Performance | Lieu      | Date            |
| ------- | ----------- | --------- | --------------- |
| 100 m   | 11 s 31     | São Paulo | 8 avril 2006    |
| 200 m   | 23 s 10     | Tunja     | 15 juillet 2001 |